# Iwan Osipowicz de Witt
Iwan Osipowicz de Witt (ros. Иван Осипович де Витт) właściwie Jan de Witte (ur. 3 czerwca?/14 czerwca 1781 w Kamieńcu Podolskim, zm. 21 czerwca 1840 Petersburgu) – rosyjski generał kawalerii, warszawski gubernator wojenny od 1831, hrabia.

## Życiorys
Był synem polskiego komendanta twierdzy w Kamieńcu Podolskim Józefa Zefiryna de Witte i jego żony Zofii Glavani. Po rozwodzie z jego ojcem matka poślubiła Szczęsnego Potockiego, targowiczanina. Ojciec Jana przeszedł na rosyjską służbę, ale zarówno on, jak i syn do końca życia pozostali katolikami. W 1792 zapisany do Gwardii Cesarskiej. Po ukończeniu nauki w szkołach wojskowych mianowany oficerem. Szybko awansował. Brał udział w wojnach napoleońskich. Ranny w bitwie pod Austerlitz w 1805. W 1807 zdymisjonowany, zwerbowany działał jako agent polskiego wywiadu w Rosji. W 1809 przeszedł na stronę Napoleona, formalnie jako oficer liniowy, faktycznie oficer wywiadu. Przewerbowany przez rosyjski kontrwywiad, działał wielostronnie, dla potrzeb Rosji, Francji, Polski. W czerwcu 1812 powrócił do wojska rosyjskiego i wziął udział w wojnie obronnej z Napoleonem. Brał udział w kampaniach: saskiej i francuskiej 1813–1814. W 1818 generał major – dowódca Brygady Kawalerii, faktycznie awansowany za szpiegowanie ruchów rewolucyjnych na Ukrainie (późniejsi dekabryści) i w Polsce.
Podczas inspekcji Noworosji towarzyszył Adamowi Mickiewiczowi w podróży, której efektem było powstanie Sonetów krymskich.
W 1823 został dowódcą III Korpusu Rezerwowego Kawalerii. Wziął udział w wojnie rosyjsko-tureckiej 1828–1829. Od 1829 w świcie cesarskiej, generał pułkownik (broni). Od 1831 dowódca Korpusu. Na czele podporządkowanego korpusu brał udział w tłumieniu powstania listopadowego. W czasie szturmu Warszawy w 1831 ranny na Woli w kolano.
10 września 1831 mianowany warszawskim gubernatorem wojennym; przewodniczył śledztwom i sądom nad powstańcami. W 1833 na polecenie namiestnika Królestwa Polskiego feldmarszałka Iwana Paskiewicza powołał w Warszawie Komisję Śledczą dla Przestępców Politycznych, przemianowaną w 1834 na Komisję Śledczą przy naczelnym Dowódcy Armii Czynnej i Naczelniku Królestwa Polskiego. Do jej zadań należało tropienie konspiracji politycznej w Królestwie Polskim i jej powiązań zagranicznych. Zasłynął z bezwzględności i okrucieństwa. Stracił łaski cara z powodu nadużyć i skandalicznego prowadzenia się, ukoronowanego romansem z Karoliną Sobańską. W 1838 mianowany inspektorem rezerw kawalerii. Pogardzany przez Rosjan, zmarł w Petersburgu.